# عشق حرف حالیش نمیشه
عشق حرف حالیش نمیشه (به ترکی استانبولی: Aşk Laftan Anlamaz) مجموعهٔ تلویزیونی ترکیه‌ای است که در سال‌های ۲۰۱۶ تا ۲۰۱۷ از شبکهٔ شو تی‌وی پخش شد. این درام عاشقانه و کمدی ۳۱ قسمت دارد.

## خلاصۀ داستان
محور اصلی داستان، رابطهٔ حیات اوزون (هانده ارچل)، دختری از طبقهٔ متوسط جامعه اهل منطقه‌ای در حاشیهٔ استانبول، با رئیسش مراد سارسیلماز (بوراک دنیز) در شرکت بین‌المللی تولید لباس و پارچهٔ سارته است. در ابتدای مجموعه تلویزیونی، حیات برای به دست آوردن شغل در شرکت سارته مجبور می‌شود خود را شخص دیگری معرفی کند و این سرآغاز همهٔ اتفاقات است! رابطهٔ حیات و مراد ماجراهای غیرقابل پیش‌بینی بسیاری خلق می‌کند که از دلایل اصلی پربیننده بودن این مجموعه تلویزیونی است. در این بین شخصیت‌های فرعی از جمله خانوادهٔ مراد و دو دوست صمیمی حیات نیز هرکدام در شکل‌گیری و جهت‌دهی روند داستان نقشی دارند.

## بازیگران و شخصیت‌ها
| بازیگر              | نقش                  |
| ------------------- | -------------------- |
| بوراک دنیز          | مراد سارسیلماز       |
| هانده ارچل          | حیات اوزون/سارسیلماز |
| اوغوزهان کاربی      | دوروک سارسیلماز      |
| اوزجان تکدمیر       | آسلی                 |
| مروه چاعیران        | ایپک                 |
| سلیمان فلک          | کرم                  |
| بولنت امراه پارلاک  | جمیل اوزون           |
| دمت گل              | طوبا                 |
| اسماعیل اگه شاشماز  | ابراهیم              |
| بطول چوبان اوغلو    | دریا سارسیلماز       |
| جم امولر            | نجات سارسیلماز       |
| نازان دیپر          | عظیمه سارسیلماز      |
| متین آکپینار        | حشمت اوزون           |
| توشه کاراباجاک      | چیدم                 |
| اِورن دویال          | فهیمه                |
| سلطان کوراغلو کیلیچ | آمینه اوزون          |
| آلپ ناوروز          | جِنک                  |
| الیف دوغان          | سونا پکتاش           |

## پخش بین‌المللی
این مجموعه تلویزیونی در کشورهای مختلف بسیار محبوب بوده و در بیش از ۸۰ کشور به زبان‌های مختلف از جمله فارسی، انگلیسی، هندی، عربی و کره‌ای دوبله شده‌است.